# Dixon (Illinois)
Pour les articles homonymes, voir Dixon.
La ville de Dixon est le siège du comté de Lee, dans l’Illinois, aux États-Unis. Un bâtiment remarquable de cette ville est son église.

## Démographie
Selon le recensement de 2000 du Bureau du recensement des États-Unis, il y a 15 941 habitants dans la ville, 5 681 ménages et 3 488 familles. Sa densité de population est de 973,2 hab/km². 86,33 % de la population s'est identifié comme blanche, 10,48 % afro-américaine, 0,14 % amérindienne, 0,82 % d'origine asiatique, 0,05 % originaire des îles du Pacifique, 1,1 % d'un autre groupe ethnique, 1,09 % de deux ou plus groupes ethniques. 4,3 % de la population est hispanique (notion qui ne préjuge d'aucun groupe ethnique). 
Parmi les 5 681 foyers, 29,8 % comptaient un ou des enfants de moins de 18 ans, 45,7 % étaient des couples mariés vivant ensemble, 11,8 % avaient un chef de famille féminin sans mari, et 38,6 % étaient des foyers non familiaux. 32,6 % des foyers étaient constitués d'un individu vivant seul et 14,7 % d'un individu seul de 65 ans ou plus. Le nombre moyen de personnes par foyer était de 2,32 et la famille moyenne comptait 2,94 membres. 
De toute la population de la ville, 20,9 % avaient moins de 18 ans, 8,9 % avaient entre 18 et 24 ans, 34,6 % de 25 à 44 ans, 20,7 % de 45 à 64 ans, et 14,9 % 65 ans et plus. L'âge médian était de 37 ans. Pour environ 100 femmes il y avait 110,5 hommes. Pour 100 femmes de 18 ans et plus, il y avait 112,6 hommes. 

## Personnalités liées
- Frank Hazenplug (1874-1931), graphiste américain y est né.

## Source
- (en) Cet article est partiellement ou en totalité issu de l’article de Wikipédia en anglais intitulé « Dixon, Illinois » (voir la liste des auteurs).